# Bitva o Sumy

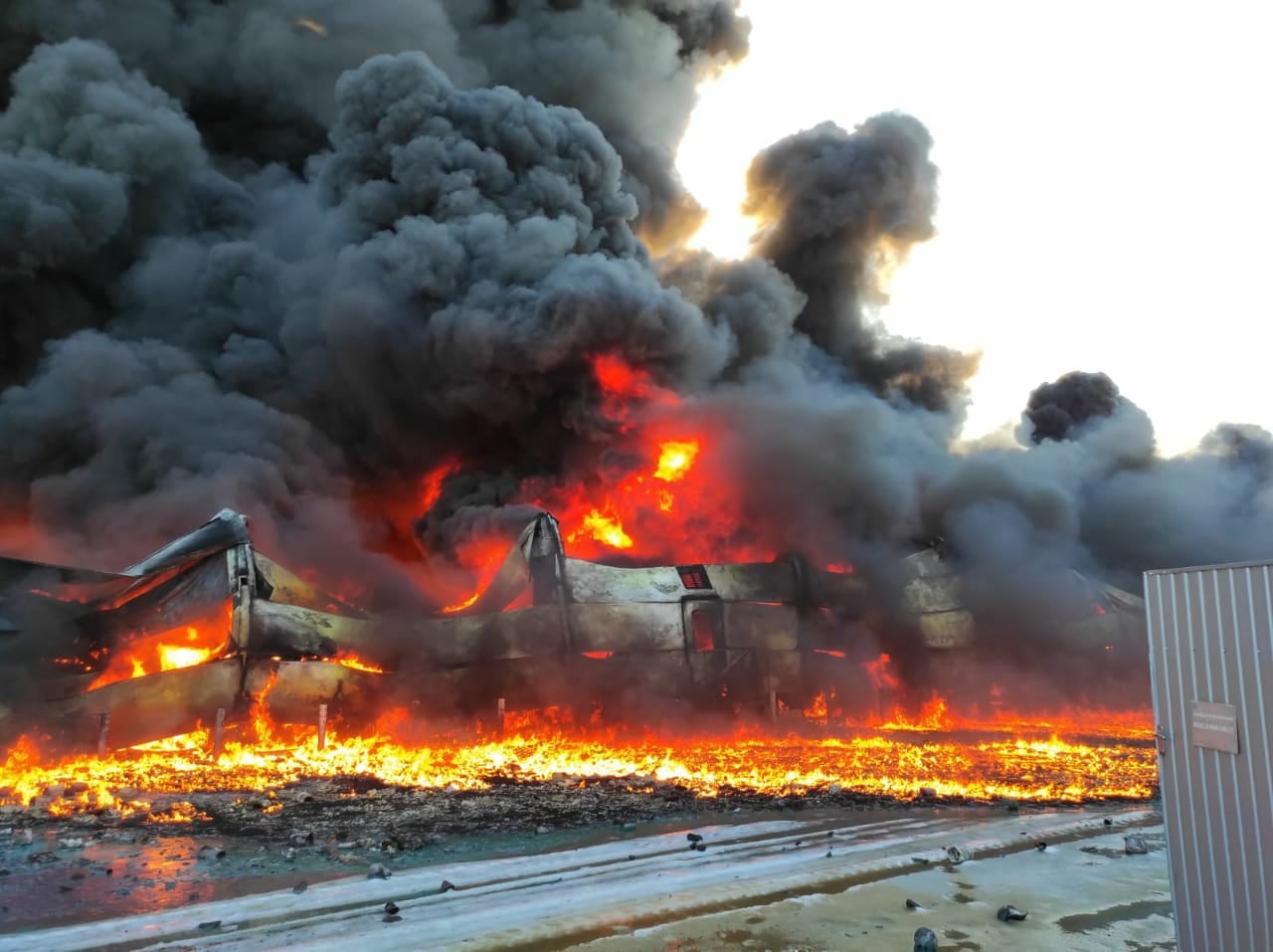
Požár skladů po ruském náletu

Bitva o Sumy (24. února - 8. dubna 2022) se stala jedním z nejvýznamnějších střetů Ruskem vedené východoukrajinské ofenzivy během ruské invaze na Ukrajinu. Ozbrojené síly Ruska se přes počáteční rychlý postup nedokázaly zmocnit ukrajinského města Sumy s více než 260 tisíci obyvateli, ležícího zhruba 40 km od rusko-ukrajinských hranic. 26. února se po úspěšném ukrajinském protiútoku ruské síly stáhly, obešly město ze severu a pokračovaly západně podél silnice H-07, aby se připojily k útoku na Kyjev.
Na počátku března se Sumy podobně jako další města v Sumské oblasti jako Lebedyn nebo Ochtyrka ocitly v obklíčení. Rusům však v oblasti chyběly dostatečné síly na zlomení odporu a ukrajinským obráncům se dařilo úspěšně narušovat zranitelné zásobovací trasy. Na přelomu března a dubna v důsledku ukrajinských protiútoků u Kyjeva začala ruská vojska ustupovat. Nejpozději do 8. dubna dle představitelů Sumské oblasti opustily region poslední ruské jednotky a kontrolu nad územím kompletně převzali Ukrajinci.

## Bitva

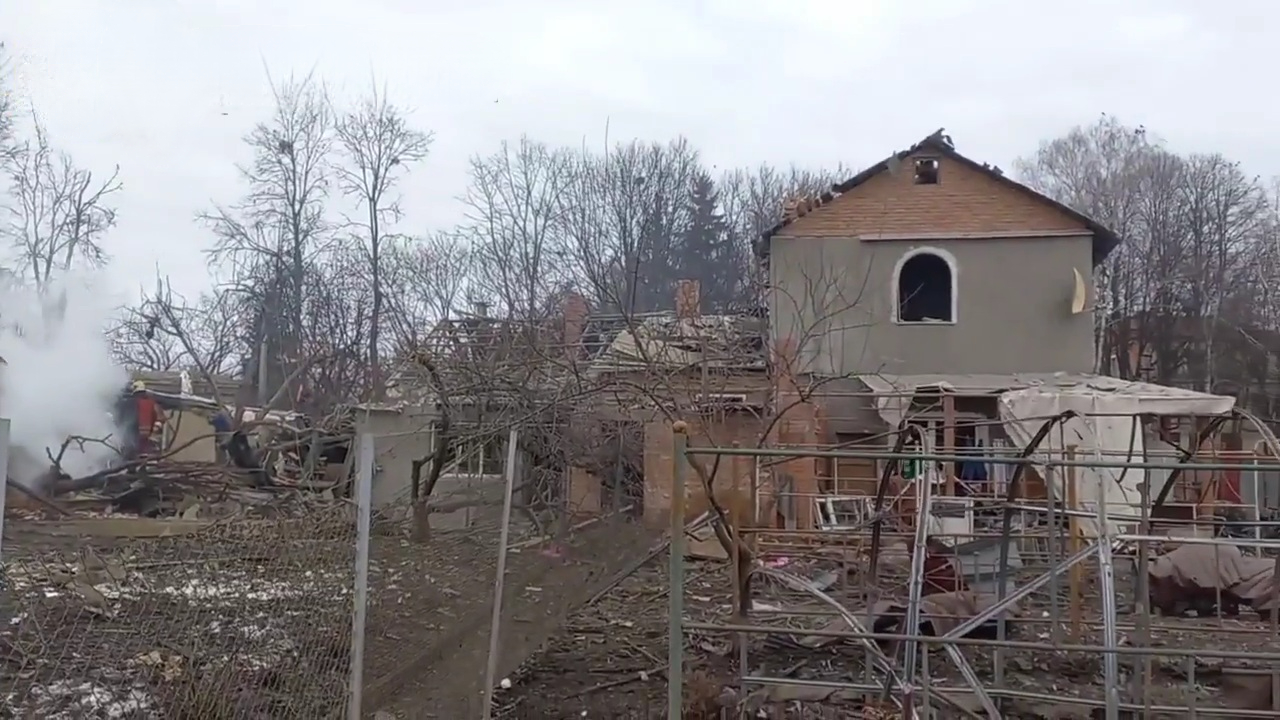
Poškozená budova v Sumách, 27. únor

Ruské tanky a jednotky se začaly přesouvat do Sum 24. února 2022 a boje na předměstí začaly ve 3:00 ráno. Mezi ukrajinskými obránci a ruskými jednotkami probíhaly rozsáhlé městské boje. V důsledku bitvy vyhořel kostel v Sumách. Boje mezi oběma stranami pokračovaly 24. února kolem 22:30 poblíž Sumské státní univerzity, kde se nacházela ukrajinská 27. dělostřelecká brigáda. Dne 25. února v 1:39 hodin bylo oznámeno, že ruské jednotky z města ustoupily.
Dne 26. února v Sumách opět vypukly boje. Ruským silám se podařilo dobýt polovinu města, nicméně do konce dne ukrajinské síly dobyly zpět celé město. Ukrajinské síly také údajně zničily konvoj ruských nákladních aut s pohonnými hmotami. Ruské síly vypálily rakety z vozidel BM-21 Grad, které zasáhly obytnou čtvrť Veretenivka na východě Sum s jednou civilní obětí a jednou zraněnou osobou.
Ráno 27. února postoupila od východu do Sum kolona ruských vozidel. Střelba na civilní auto si vyžádala civilní oběti. Starosta Oleksandr Lysenko informoval: „Včera došlo ke čtyřem přestřelkám. Bohužel tři lidé zemřeli. Nyní se opravují zničené věci. Pracujeme v rozšířeném režimu.“ V 9:24 se hasičské a záchranné jednotky podílely na likvidaci následků ostřelování obytného sektoru ve Veretenivce v Sumách. Byla provedena analýza zničených konstrukcí obytných budov a eliminace potenciálních míst hoření. Během pátrání nebyli nalezeni občané, kteří by se mohli nacházet pod sutinami. Ruským jednotkám došly zásoby a začaly se pokoušet o rabování obchodů.
Dne 28. února ukrajinské síly uvedly, že ukrajinské bezpilotní bojové letouny Bayraktar TB2 v kooperaci s dělostřelectvem zničili mnoho ruských vozidel, včetně 96 tanků, 20 vozidel BM-21 Grad a 8 vozidel s palivem.
Dne 3. března Dmitro Živitskij, guvernér Sumské oblasti, uvedl, že při ostřelování budov a vojenské katedry na Sumské státní univerzitě bylo zraněno pět lidí. Více než 500 zahraničních studentů ve škole uvízlo, protože silnice a mosty z města byly zničeny a v ulicích Sum byly hlášeny boje.